# Prêmio Tetrahedron
O Prêmio Tetrahedron (em inglês:  Tetrahedron Prize for Creativity in Organic Chemistry or Bioorganic and Medicinal Chemistry) é concedido anualmente pela Elsevier, editora que publica o periódico Tetrahedron. Foi estabelecido em 1980, denominado em memória de Robert Robinson e Robert Burns Woodward. O prêmio consiste em uma medalha de ouro, um certificado e um valor monetário de US$ 10.000.

## Recipientes[2]
- 1981 Albert Eschenmoser
- 1983 Elias James Corey
- 1985 Gilbert Stork
- 1987 Arthur Birch
- 1989 Michael James Steuart Dewar
- 1991 William Summer Johnson
- 1993 Ryōji Noyori e Barry Sharpless
- 1995 Alan Battersby e Alastair Ian Scott
- 1996 Samuel Danishefsky
- 1997 Stuart Schreiber
- 1998 David A. Evans e Teruaki Mukaiyama
- 1999 Henri Kagan
- 2000 Peter Dervan
- 2001 Yoshito Kishi
- 2002 Kyriacos Costa Nicolaou
- 2003 Robert Grubbs e Dieter Seebach
- 2004 Koji Nakanishi
- 2005 Bernd Giese
- 2006 Hisashi Yamamoto
- 2007 Fraser Stoddart
- 2008 Larry Eugene Overman
- 2009 Steven Ley
- 2010 Satoshi Ōmura
- 2011 Manfred Theodor Reetz
- 2012 Paul Wender
- 2013 Shankar Balasubramanian
- 2014 Barry Trost e Jirō Tsuji
- 2015 William Jorgensen
- 2016 Bernard Feringa
- 2017 Laura L. Kiessling
- 2018 Stephen L. Buchwald e John Hartwig
- 2019 Peter G. Schultz